# Microregione di Linhares
Linhares è una microregione dello Stato dell'Espírito Santo in Brasile appartenente alla mesoregione di Litoral Norte Espírito-Santense.

## Comuni
Comprende 7 comuni:
- Aracruz
- Fundão
- Ibiraçu
- João Neiva
- Linhares
- Rio Bananal
- Sooretama